# Valea Ierii, Cluj
Valea Ierii este satul de reședință al comunei cu același nume din județul Cluj, Transilvania, România.

## Istoric
Satul Valea Ierii nu apare pe Harta Iosefină a Transilvaniei din 1769-1773 (sectio 094).
Printre primii locuitori ai satului Valea Ierii se numără trădătorii lui Horea care au fugit, împreună cu familile lor, din Mătișești, comuna Horea de astăzi (județul Alba), fiindu-le frică de răzbunarea răsculaților de la 1784. Aceștia au trecut muntele, pe atunci împădurit și fără drumuri de acces, s-au așezat în amonte de actualul sat Valea Ierii (pe atunci încă neînființat), în locul numit Dâmbul Cucului, unde și-au construit bordeie în pământ.
Satul Valea Ierii este atestat documentar din anul 1840, unde se precizează că la acea dată era un cătun al satului învecinat Hășdate ("Hesdat" pe Harta Iosefină).

## Vezi și
- Biserica de lemn din Valea Ierii
- Muntele Mare - sit de importanță comunitară inclus în rețeaua ecologică europeană Natura 2000 în România;

## Imagini

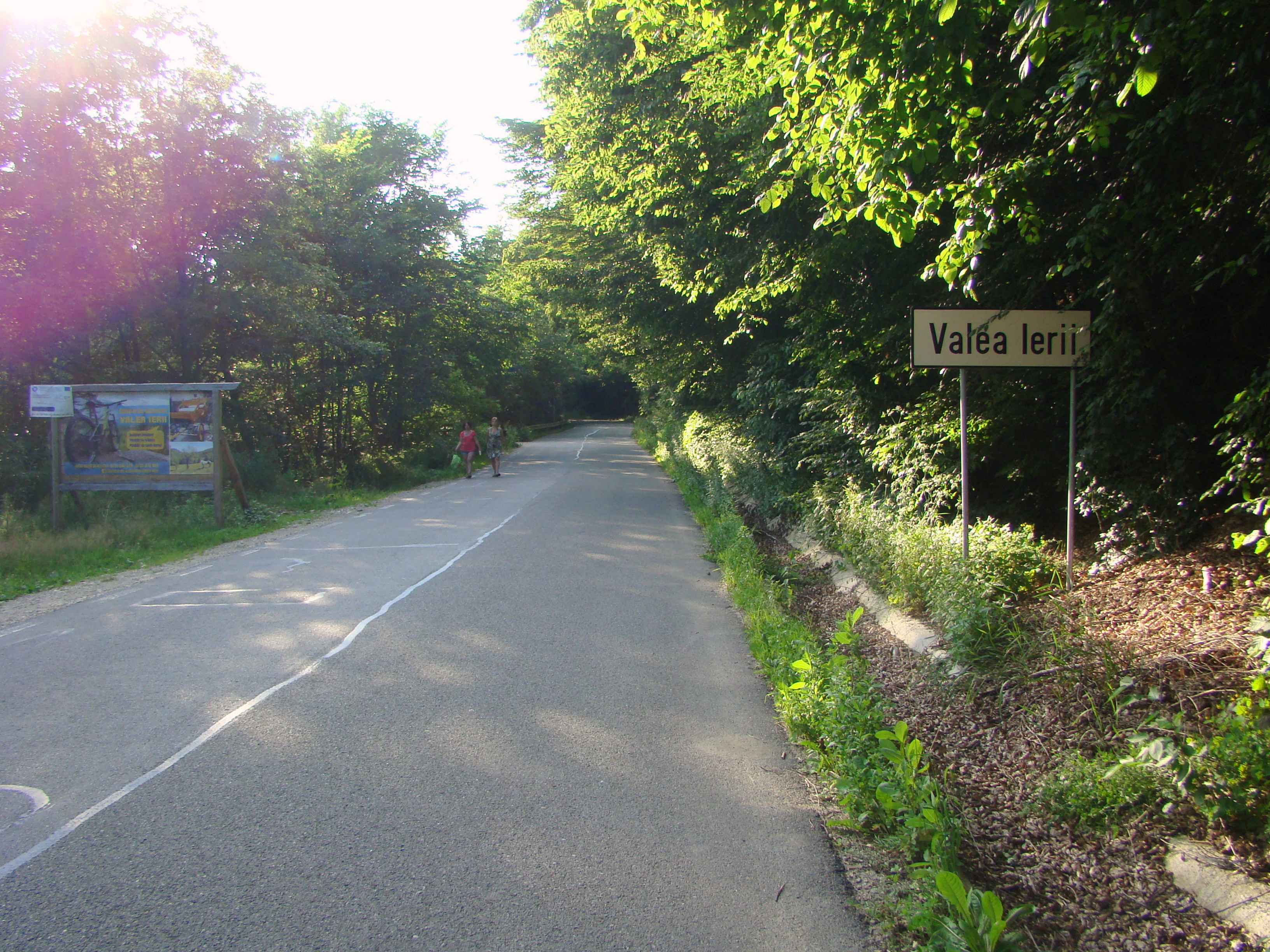
Intrarea în localitate
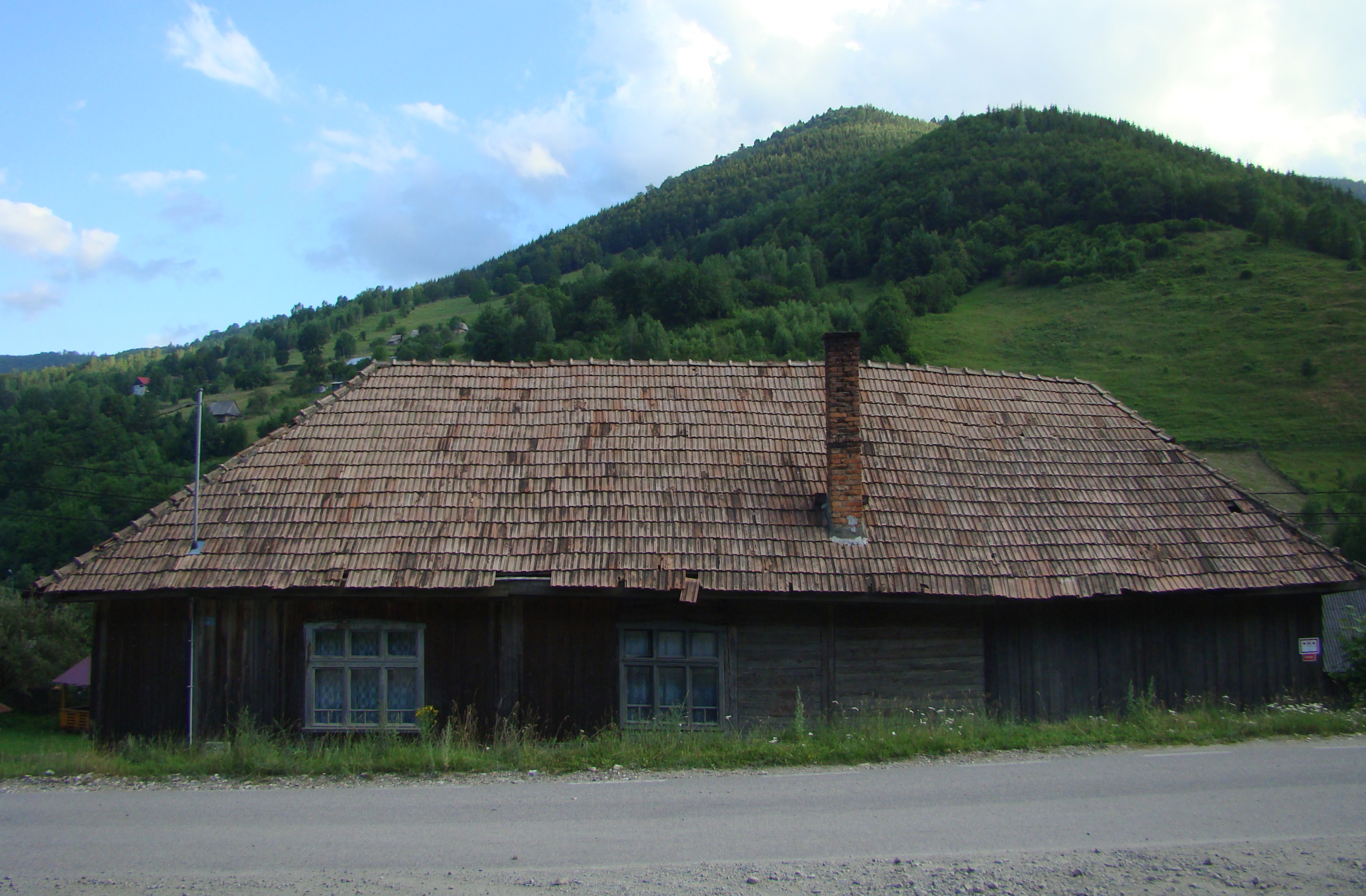
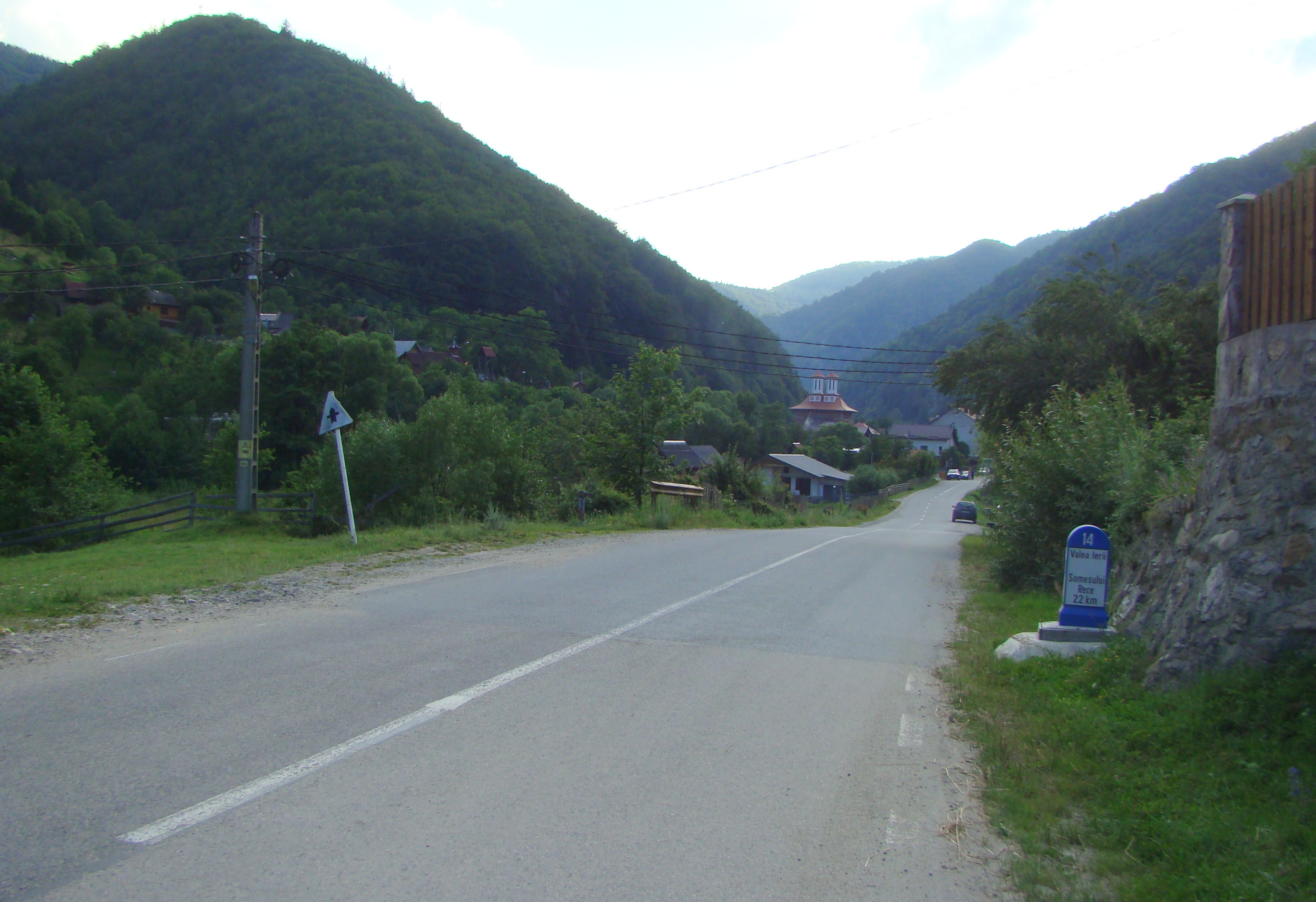
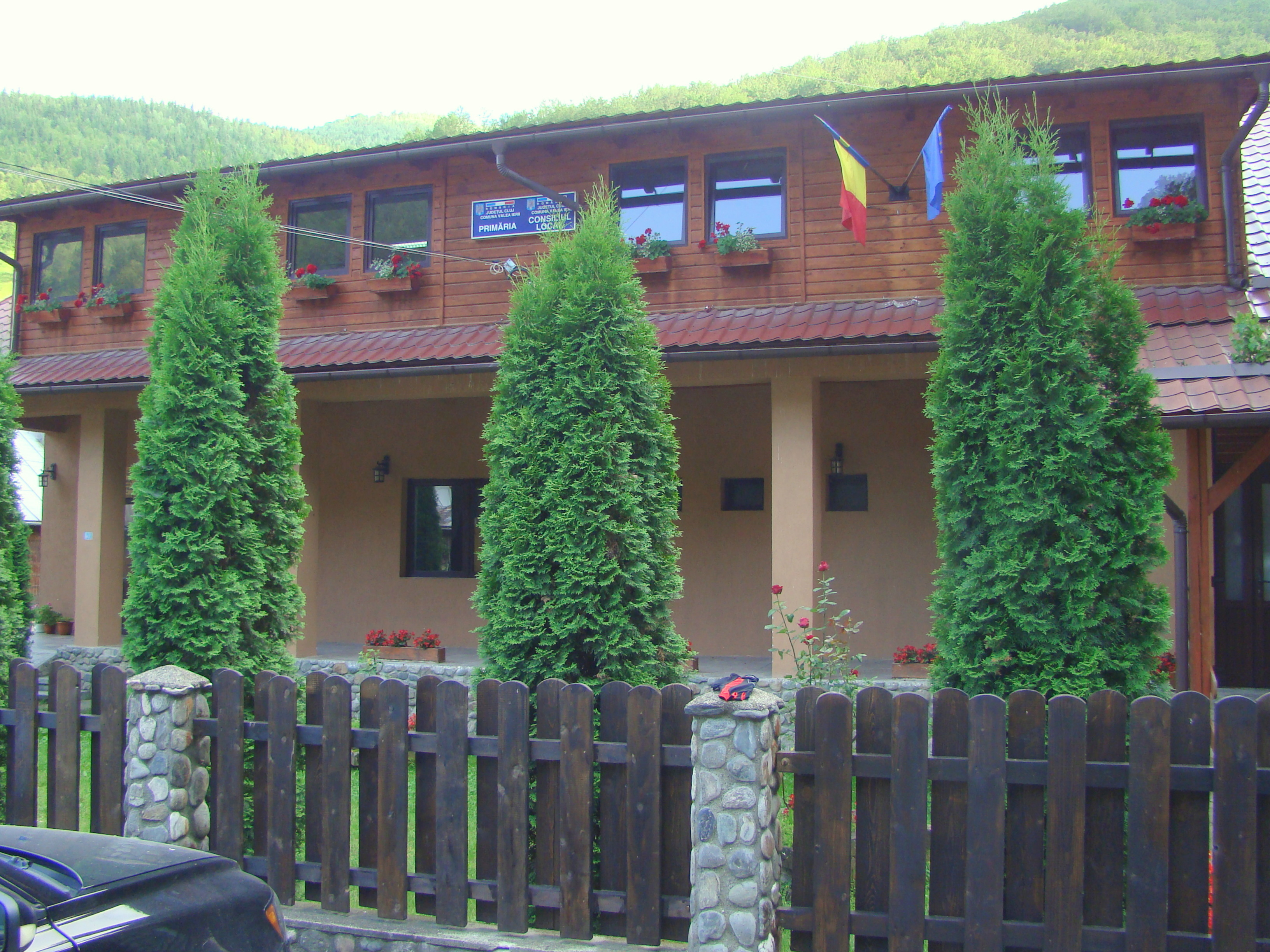
Primăria
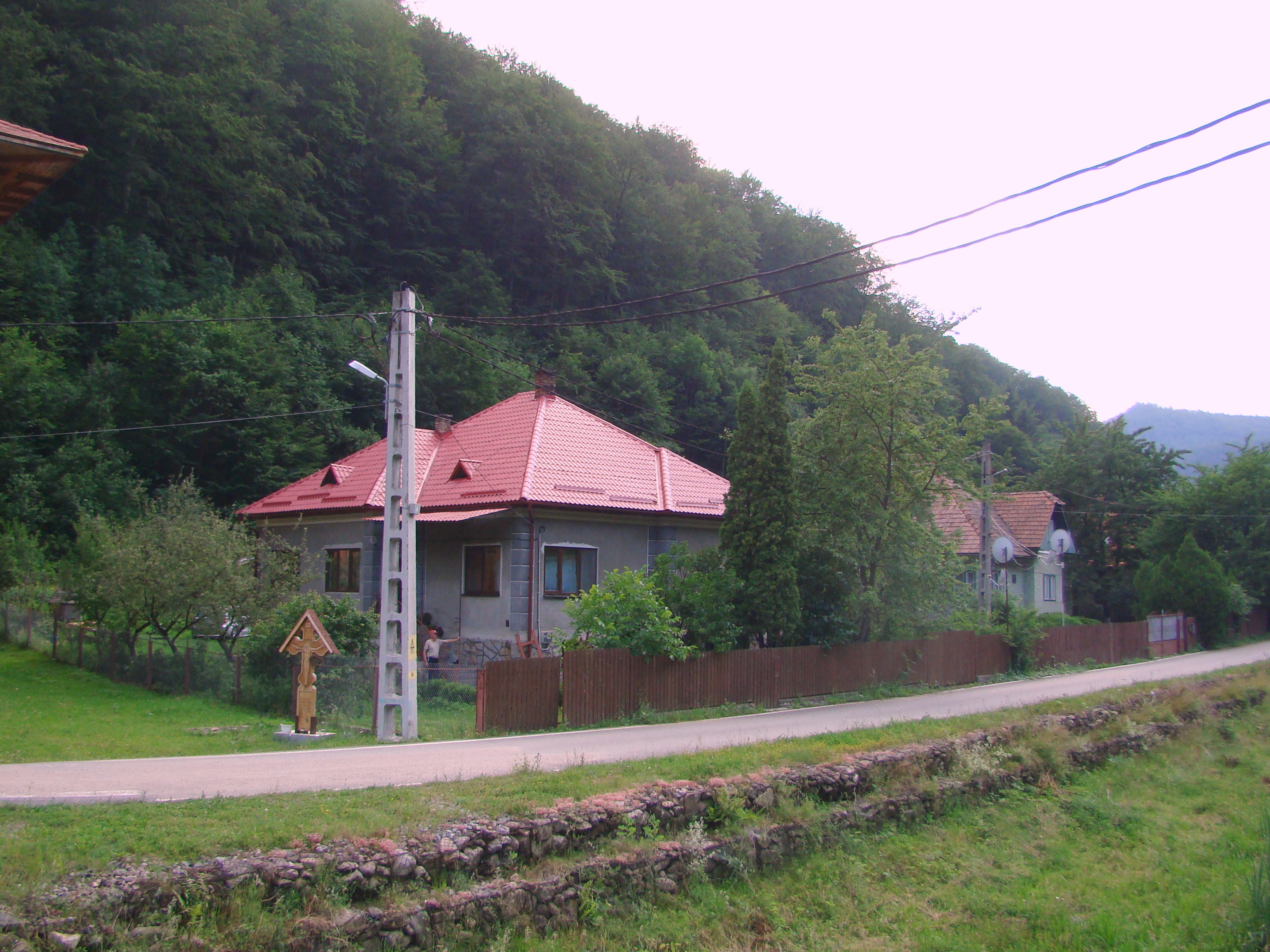
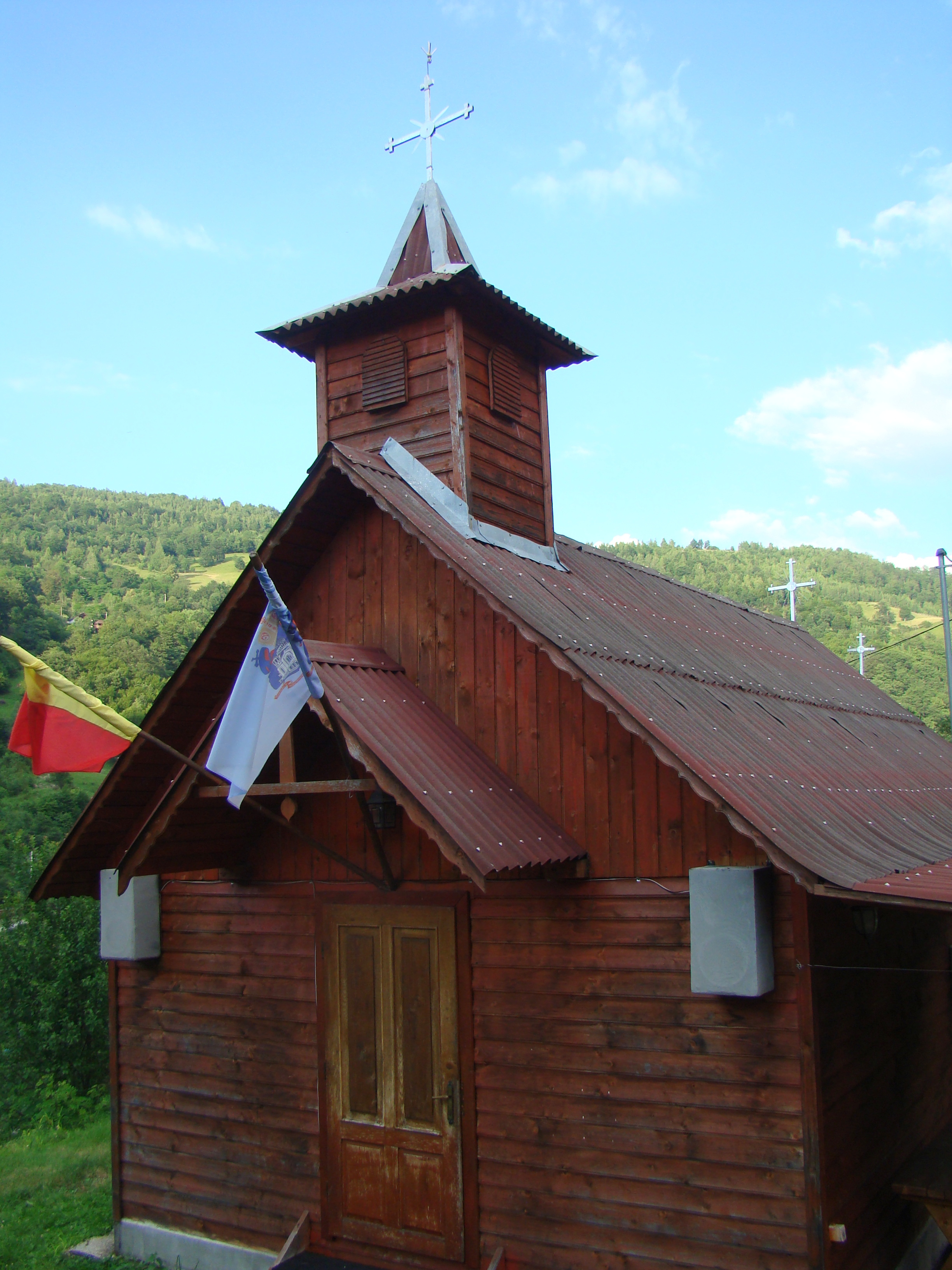
Biserica de lemn
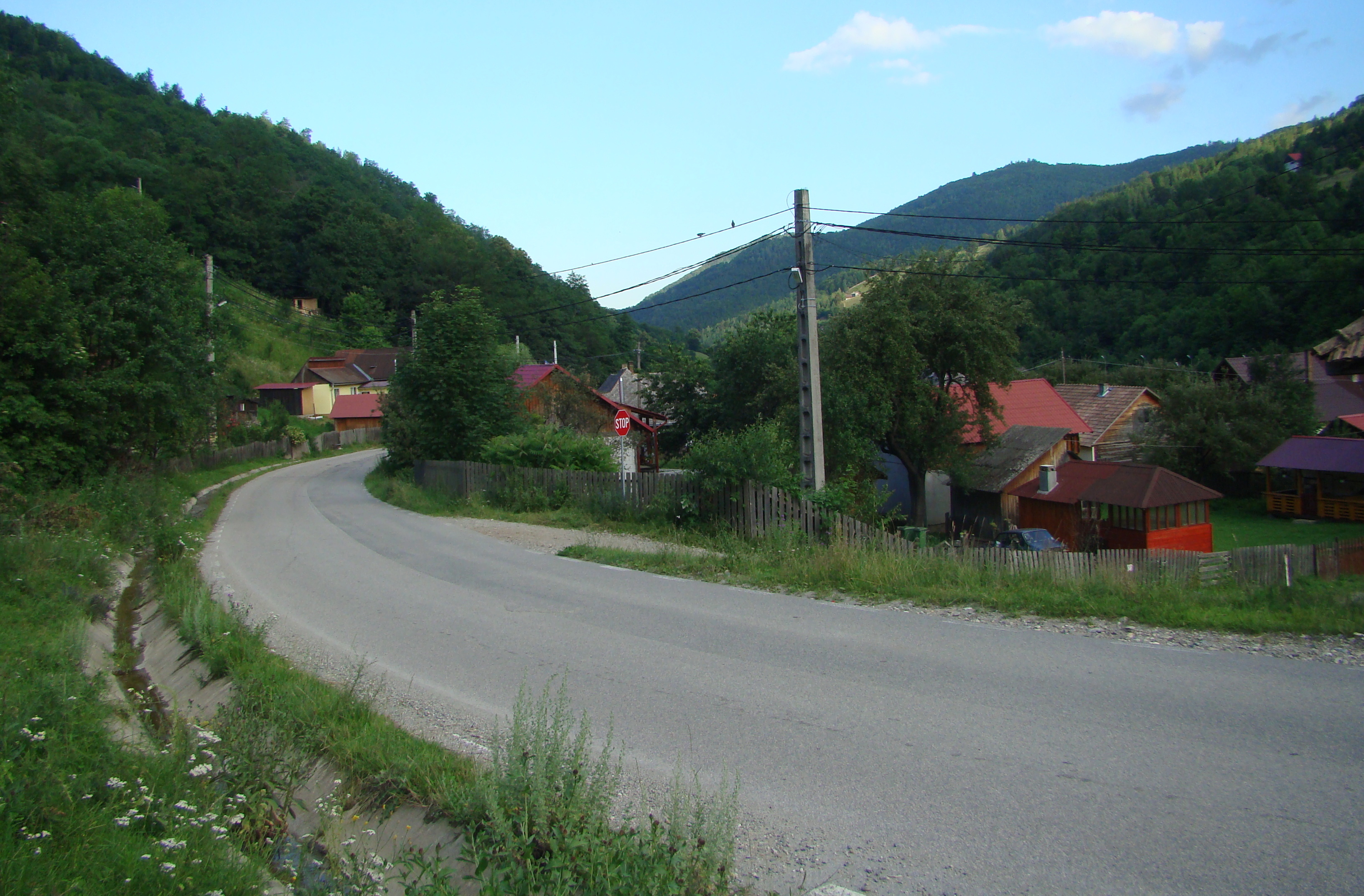
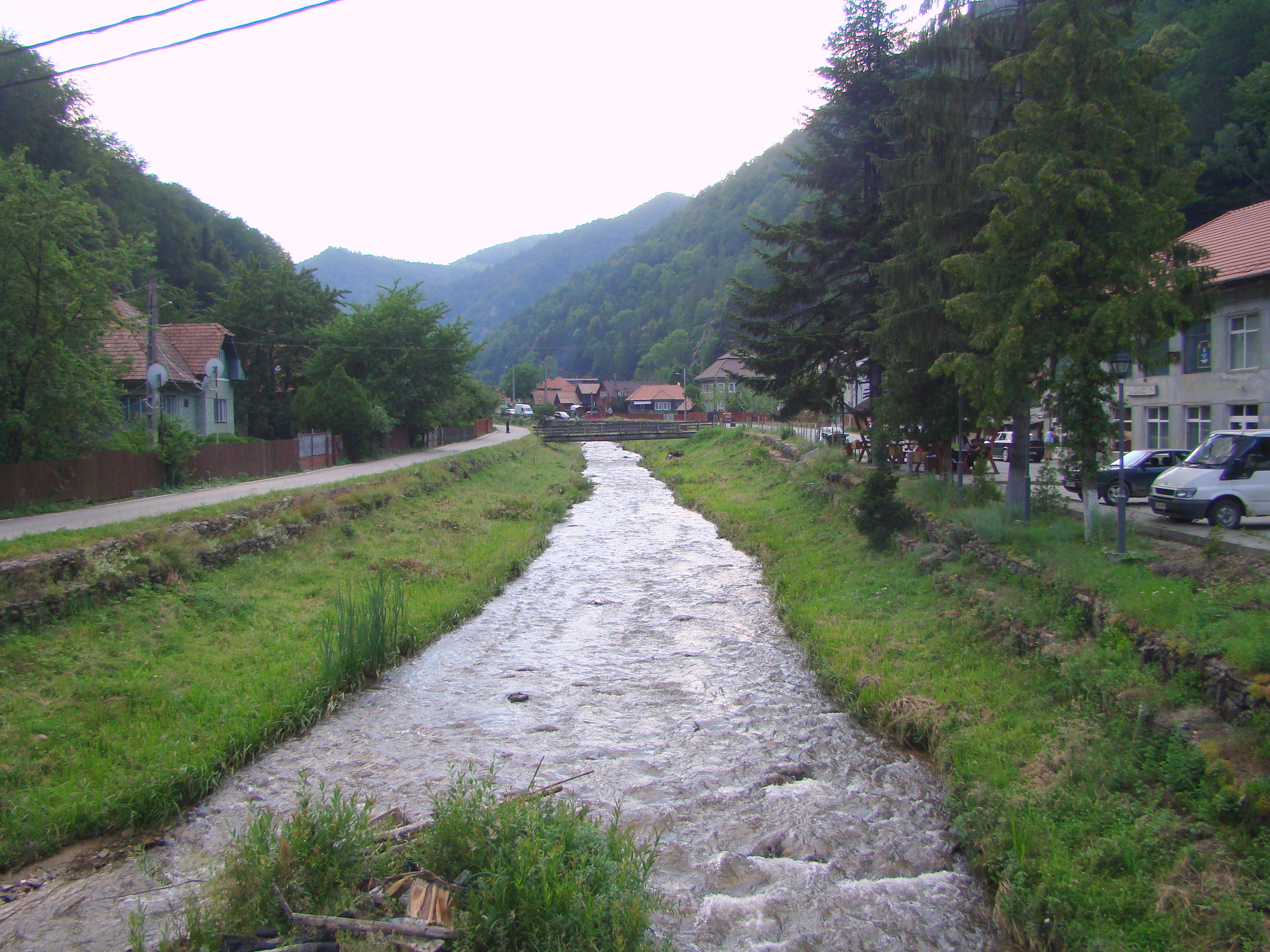
Râul Iara
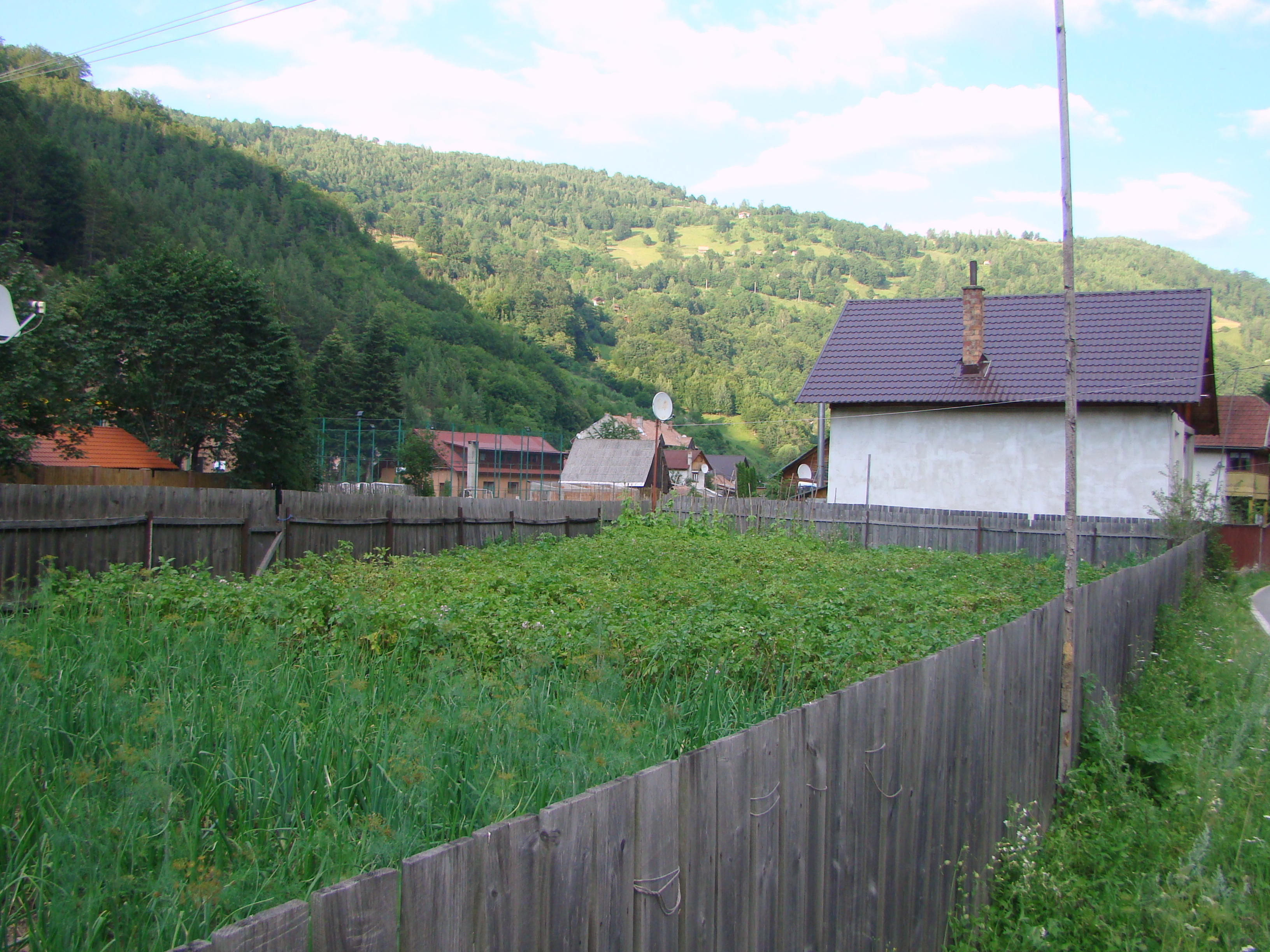
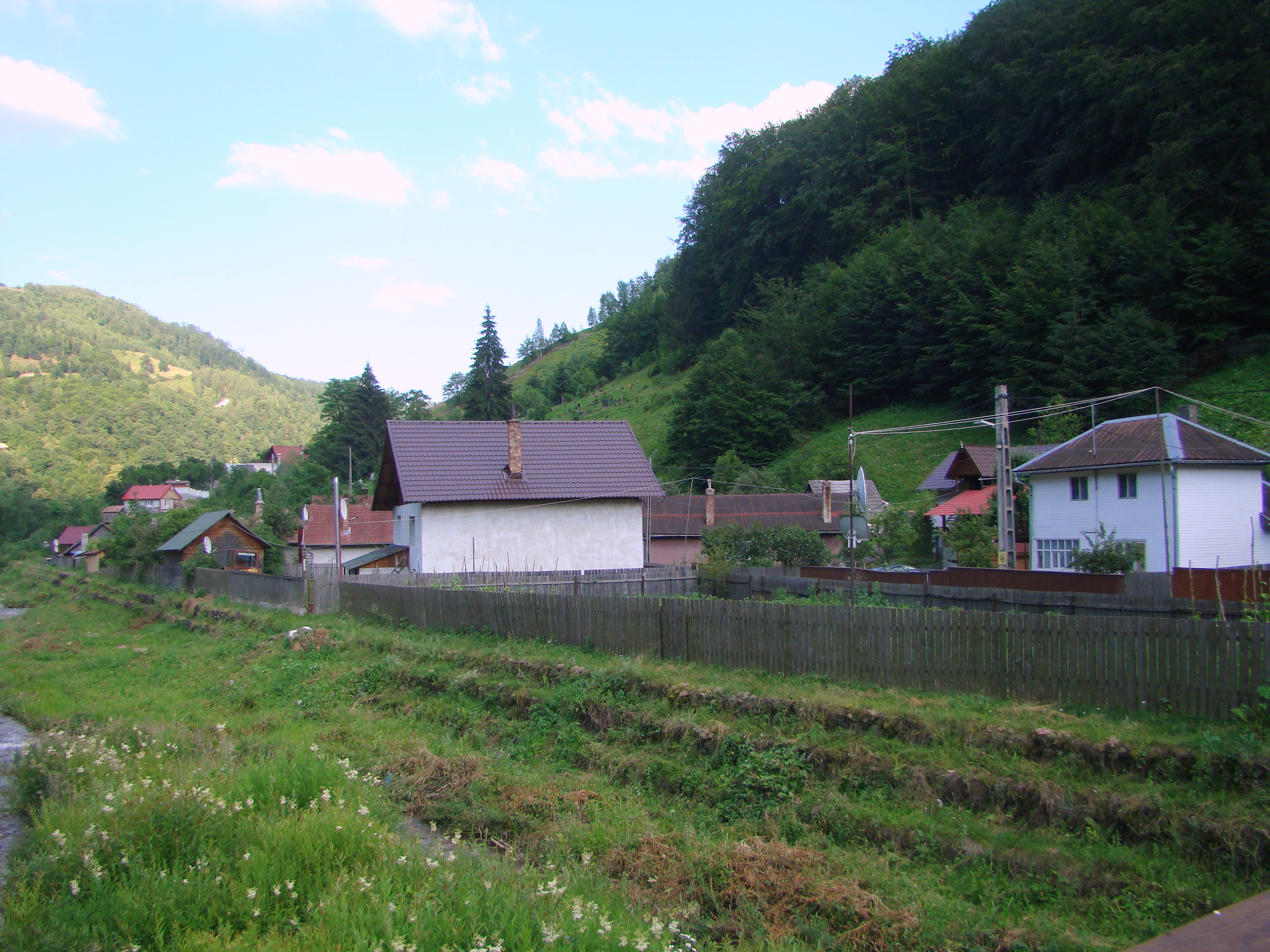
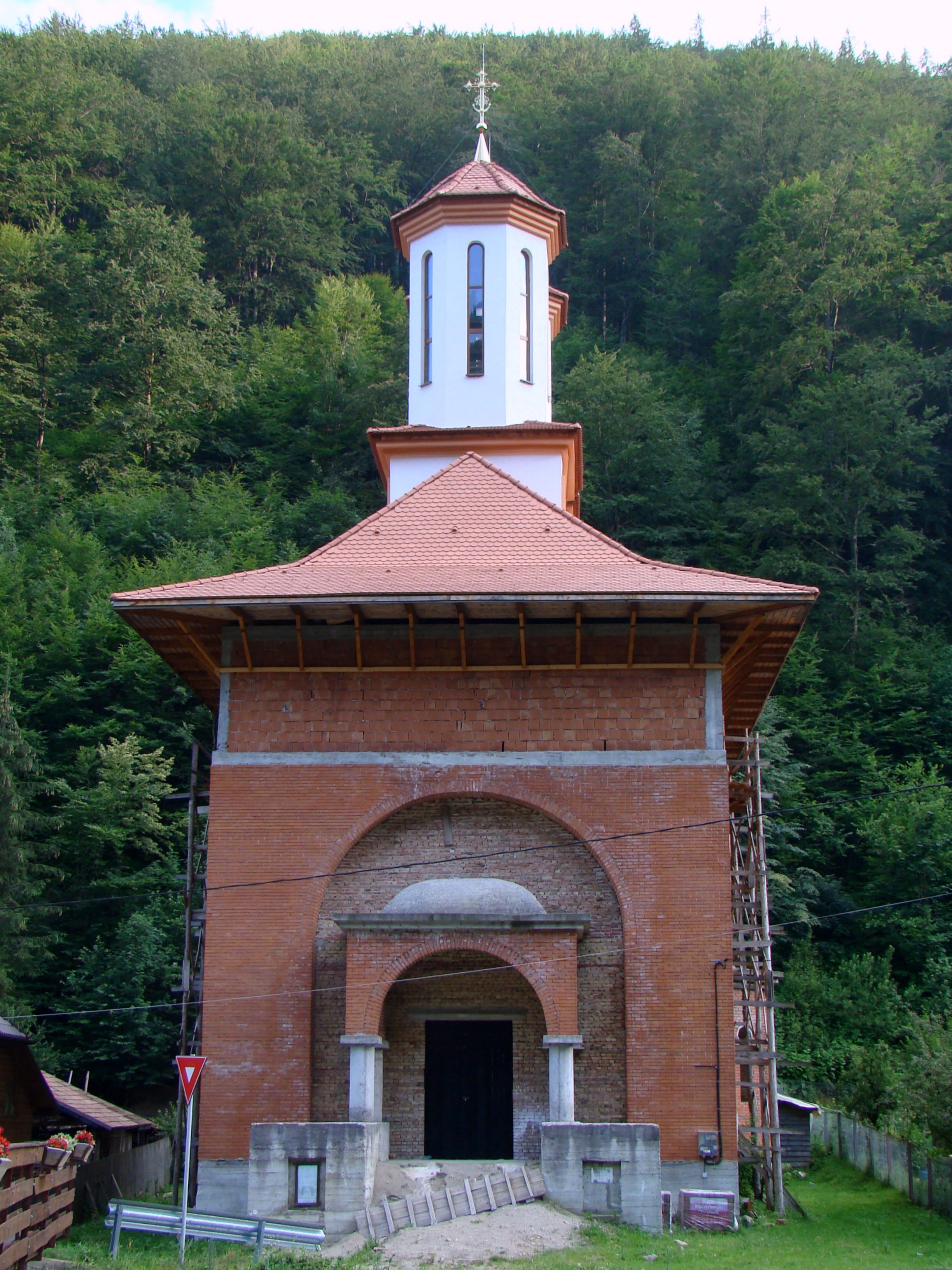
Biserica de zid în construcție cu hramul „Sfântul Ierarh Nicolae”
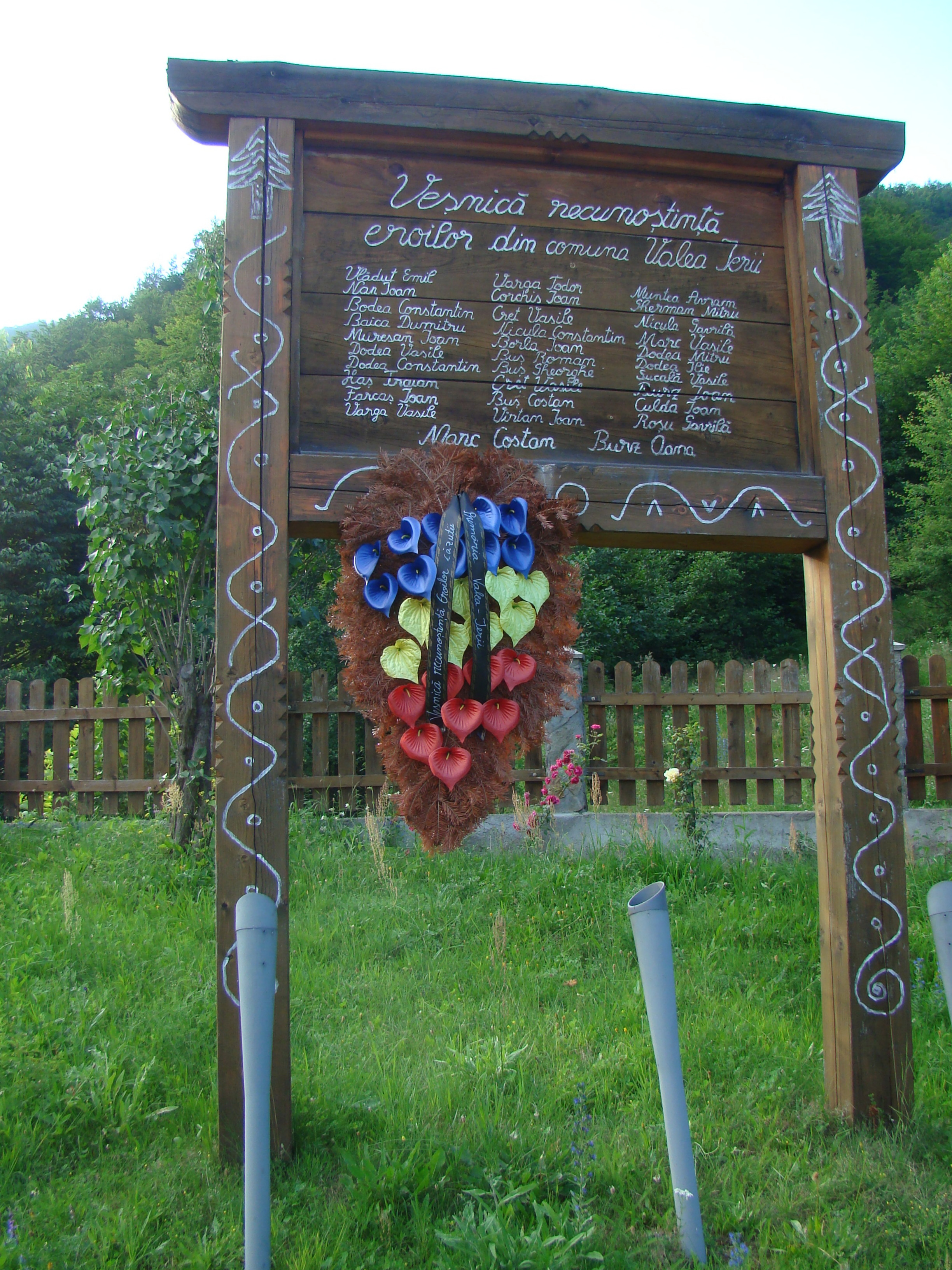
Monumentul eroilor
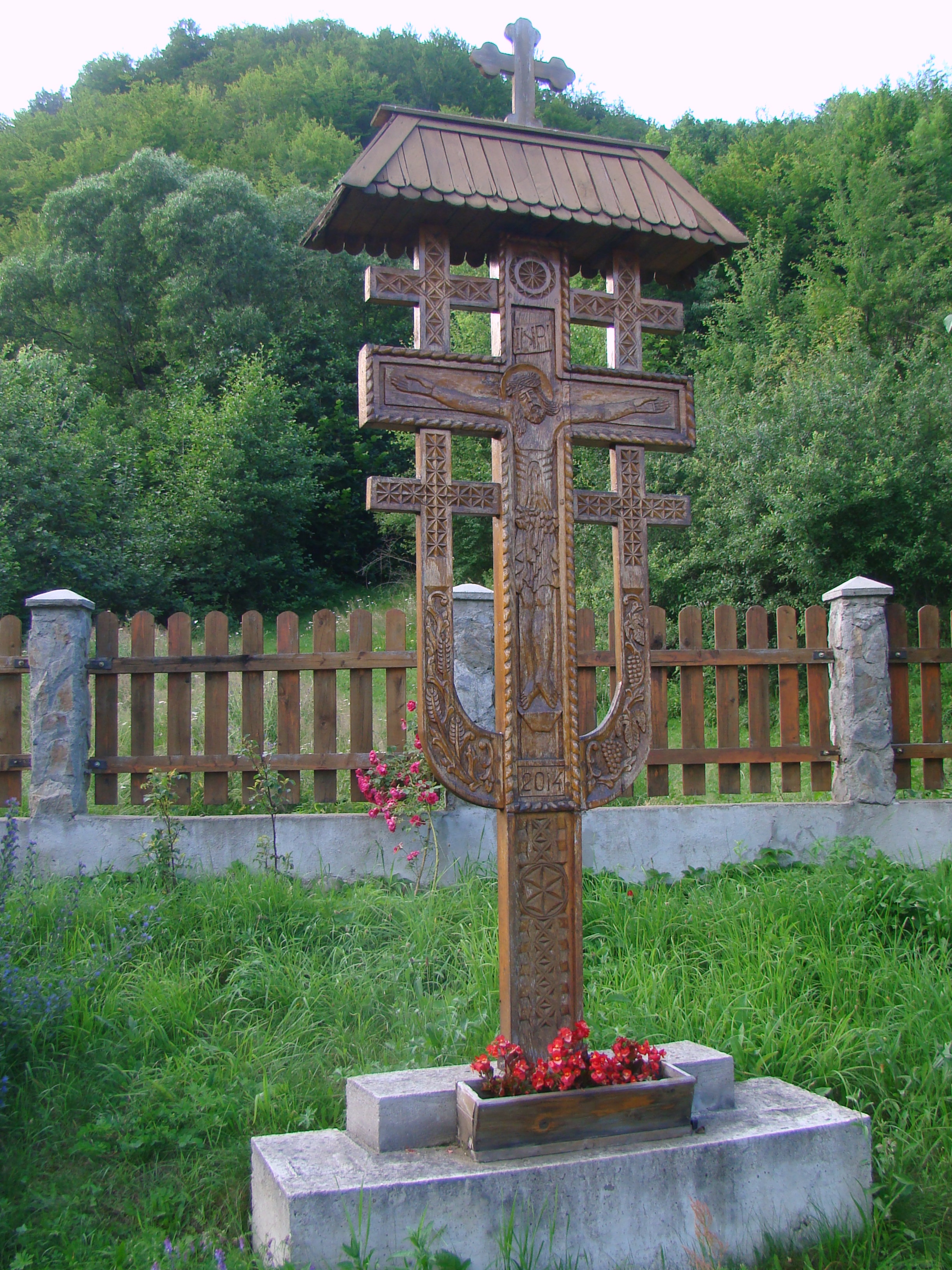
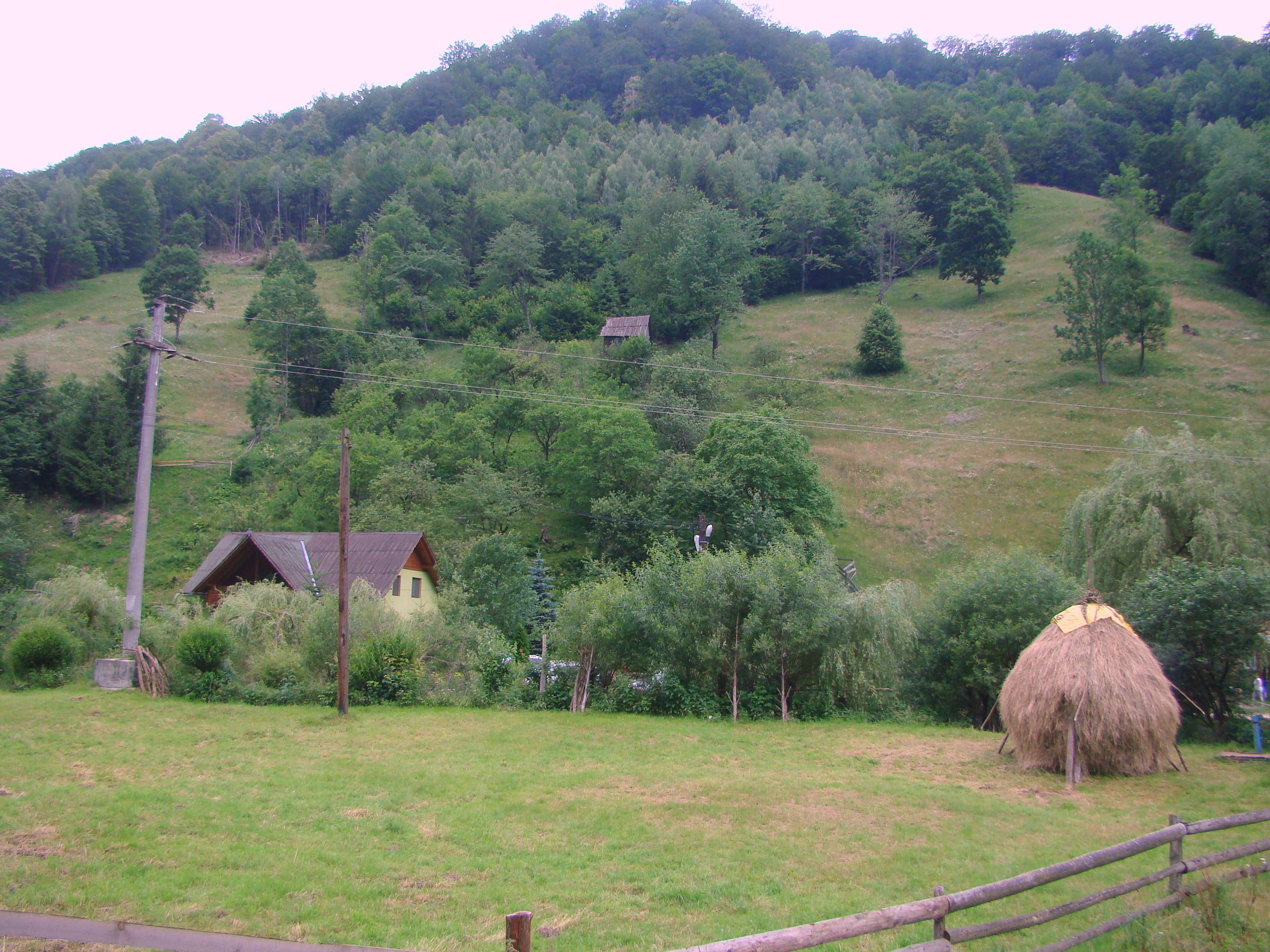